# 시모세키촌
시모세키촌(下関村)은 니가타현 미나미칸바라군에 설치되었던 촌이다.